# Epelidochiton piperis
Epelidochiton piperis är en insektsart som först beskrevs av William Miles Maskell 1882.  Epelidochiton piperis ingår i släktet Epelidochiton och familjen skålsköldlöss. Inga underarter finns listade i Catalogue of Life.